# Alexandre Glais-Bizoin

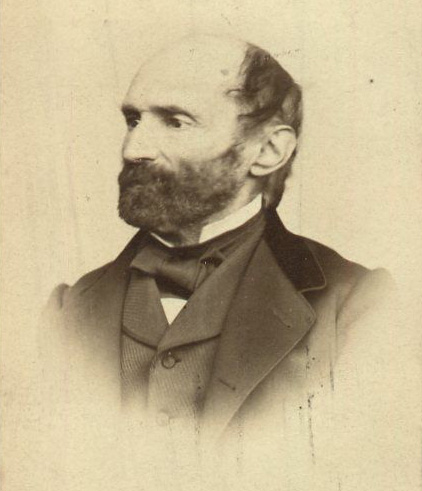
Alexandre Glais-Bizoin

Alexandre Glais-Bizoin (* 9. März 1800 in Quintin, Côtes-du-Nord; † 6. November 1877 in Lamballe, Côtes-du-Nord) war ein französischer Politiker.

## Leben
Als entschiedener Gegner der Restauration wählten die Äußersten Linken Glais-Bizoin nach der Julirevolution 1830 als ihren Vertreter ins Parlament. Als solcher versuchte er die Julimonarchie zu verhindern und auch der ersten Unterzeichner der Anklageschrift Odilon Barrots, welcher dieser sich gegen François Pierre Guillaume Guizot stellte.
Nach der Februarrevolution 1848 wurde Glais-Bizoin Mitglied der Regierung und als Vorsitzender des Demokratischen Vereins im Palais Royal verbündete er sich mehrere Male mit der Bergpartei, um die Politik Napoléons III. zu verhindern. Als seine politische Karriere hinter seinen Erwartungen zurückblieb, gab er nahezu alle Ämter auf und zog sich ins Privatleben zurück.
1863 wählte man Glais-Bizoin wieder in die Abgeordnetenkammer, wo er sich der Opposition anschloss, dort aber kaum von sich reden machte. Als der Deutsch-Französische Krieg begann, holte man Glais-Bizoin mit Wirkung vom 4. September 1870 in die Regierung der nationalen Verteidigung. Als Mitglied der Delegation für die Verwaltung der Provinzen ging Glais-Bizoin unter Leitung von Rechtsanwalt Adolphe Crémieux nach Tours, um dort unter Federführung von Léon Gambetta ab Oktober ein neues Kabinett zu organisieren.
Nach dem Aufstand der Pariser Kommune vom 18. März 1871 wurde Glais-Bizoin am 13. Mai desselben Jahres verhaftet und unter Hausarrest gestellt. Seine Freilassung erfolgte unter dem Versprechen, in Paris zu bleiben. Erst beim Einmarsch der Regierungstruppen konnte er sich nach Versailles retten. Bei den Nachwahlen vier Wochen später ließ sich Glais-Bizoin wieder aufstellen, konnte aber nicht mehr an seine früheren Erfolge anknüpfen.
Er zog sich nun endgültig von der politischen Bühne zurück und ließ sich in Lamballe nieder. Dort starb er im Alter von 77 Jahren am 6. November 1877.

## Werke (Auswahl)
- Sachbücher
  - Dictature de cinq mois. Paris 1872.
- Belletristik
  - Le vrai courage, ou un duel en trois parties. 1862.
  - Une vraie Bretonne, ou un cas pendable. 1864.
  - Une fantaisie. 1867.